# Benjamín Gómez
Benjamín Alejandro Gómez Díaz (Santiago, Chile, 4 de enero del 2001) es un futbolista profesional chileno que se desempeña como defensa y actualmente milita en Lautaro de Buin de la Segunda División Profesional de Chile de Chile.

## Trayectoria

### Universidad Católica
El 21 de junio de 2021, ingresó como suplente en el encuentro frente a Deportes Iquique por el partido de ida de la segunda fase de la Copa Chile 2021, donde la UC empataría el partido de ida 1 a 1. Al final de temporada, se celebró su primer título nacional con Universidad Católica al ganar el campeonato Primera División 2021, y la Supercopa 2021.

### Lautaro de Buin
Tras no ser considerado en el primer equipo de Universidad Católica, el 19 de marzo de 2022 el club Lautaro de Buin confirmó su préstamo hasta final de temporada.

## Estadísticas

### Clubes
| Club                         | Div.          | Temporada     | Liga  | Liga  | Copas Nacionales | Copas Nacionales | Torneos Internacionales | Torneos Internacionales | Total | Total |
| Club                         | Div.          | Temporada     | Part. | Goles | Part.            | Goles            | Part.                   | Goles                   | Part. | Goles |
| ---------------------------- | ------------- | ------------- | ----- | ----- | ---------------- | ---------------- | ----------------------- | ----------------------- | ----- | ----- |
| Universidad Católica · Chile | 1.ª           | 2021          | —     | —     | 1                | 0                | —                       | —                       | 1     | 0     |
| Universidad Católica · Chile | Total club    | Total club    | 0     | 0     | 1                | 0                | 0                       | 0                       | 1     | 0     |
| Lautaro de Buin · Chile      | 3.ª           | 2022          | 4     | 0     | 1                | 0                | —                       | —                       | 5     | 0     |
| Lautaro de Buin · Chile      | Total club    | Total club    | 4     | 0     | 1                | 0                | 0                       | 0                       | 5     | 0     |
| Total carrera                | Total carrera | Total carrera | 4     | 0     | 2                | 0                | 0                       | 0                       | 6     | 0     |
| 1. 2.                        |               |               |       |       |                  |                  |                         |                         |       |       |

## Palmarés

### Títulos nacionales
| Título             | Equipo                     | País  | Año  |
| ------------------ | -------------------------- | ----- | ---- |
| Primera División   | C. D. Universidad Católica | Chile | 2021 |
| Supercopa de Chile | C. D. Universidad Católica | Chile | 2021 |